# اتفاقية القوات المسلحة التقليدية في أوروبا
اتفاقية القوات المسلحة التقليدية في أوروبا هي معاهدة جرى التفاوض بشأنها والتصديق عليها في السنوات الأخيرة من الحرب الباردة، وهدفت إلى وضع حدود شاملة على فئات رئيسية من المعدات العسكرية التقليدية في أوروبا (من المحيط الأطلسي إلى جبال الأورال) وألزمت بتدمير كميات الأسلحة الزائدة عن حدود المعاهدة. طالبت المعاهدة بحدود متساوية لطرفيها، دول حلف شمال الأطلسي (الناتو) ودول حلف وارسو. عُدلت المعاهدة في 1999 لتشمل التغييرات التي حدثت بعد انتهاء فترة الحرب الباردة. على خلفية توسع حلف الناتو وعزم الولايات المتحدة على نشر عناصر من نظامها للدفاع الصاروخي في دول أوروبية، قدم الجانب الروسي بقيادة فلاديمير بوتين طلبًا لتعديل المعاهدة في الاجتماع الذي دعت له روسيا للدول الموقعة على المعاهدة في فيينا في يوليو 2007، وبعد رفض الطلب الروسي، وقع فلاديمير بوتين مرسومًا بتعليق مشاركة بلاده في المعاهدة. وفي 10 مارس 2015 أعلنت روسيا رسميًّا التوقف تمامًا عن الاشتراك في تطبيق المعاهدة ابتداءً من اليوم التالي
وفي عام 2023 أعلنت روسيا الانسحاب من المعاهدة بشكل نهائي، مشيرة إلى خرق حلف الناتو الفعلي للمعاهدة المذكورة. أعلنت الولايات المتحدة والدول الأعضاء في حلف شمال الأطلسي (الناتو) في نوفمبر 2023 تعليق مشاركتهم رسمياً في معاهدة القوات المسلحة التقليدية في أوروبا والموقعة في 1990، والتي تحد من القوات التقليدية في أوروبا، بعدما أعلنت روسيا انسحابها الرسمي، ما ينذر بانهيار معاهدة تاريخية أخرى للحد من التسلح. وفي ذات الشأن وصفت وزارة الخارجية الروسية المعاهدة بأنها أصبحت الآن "من التاريخ".

## نبذة تاريخية

### خلفية
في عام 1972، توصل الرئيس الأمريكي ريتشارد نيكسون والأمين العام السوفيتي ليونيد بريجنيف إلى اتفاق تسوية لعقد مفاوضات سياسية وعسكرية منفصلة. كان من المقرر أن يتعامل مؤتمر الأمن والتعاون في أوروبا مع القضايا السياسية، بينما يتعامل مؤتمر خفض القوات المتبادل والمتوازن مع القضايا العسكرية. في عام 1975، أسفر مؤتمر الأمن والتعاون في أوروبا عن توقيع 35 دولة على الوثيقة الختامية: وثيقة هلسنكي الختامية. توقفت المفاوضات بشأن خفض القوات المتبادل والمتوازن بسبب قرار الاتحاد السوفيتي في عام 1979 بسبب قرار حلف شمال الأطلسي بنشر أسلحة نووية متوسطة المدى جديدة في أوروبا. في عام 1986، اقترح الأمين العام السوفيتي ميخائيل غورباتشوف في سياق مفاوضات خفض القوات المتبادلة والمتوازنة تقليص القوات البرية والجوية، وضم الأسلحة التقليدية والنووية من المحيط الأطلسي إلى جبال الأورال. أضفي الطابع الرسمي على هذا الاقتراح في وقت لاحق من ذلك العام خلال اجتماع معاهدة وارسو. أصدر مجلس وزراء خارجية حلف شمال الأطلسي إعلان بروكسل بشأن ضبط الأسلحة التقليدية، والذي دعا إلى مجموعتين متميزتين من المفاوضات: الأولى للبناء على نتائج تدابير بناء الثقة والأمن التي توصل إليها مؤتمر ستوكهولم، والثانية لإرساء الاستقرار التقليدي في أوروبا من خلال المفاوضات بشأن ضبط الأسلحة التقليدية من المحيط الأطلسي إلى جبال الأورال. في عام 1987، دخلت وثيقة ستوكهولم حيز النفاذ، وللمرة الأولى نصت على حق تفاوضي في إجراء عمليات تفتيش ميدانية للقوات العسكرية في الميدان.
في السابع عشر من فبراير 1987 بدأت المحادثات غير الرسمية بين الدول الست عشرة الأعضاء في حلف شمال الأطلسي والدول السبع الأعضاء في معاهدة وارسو في فيينا بشأن تفويض لإجراء مفاوضات تقليدية في أوروبا، والتي من شأنها أن تحدد المبادئ التوجيهية للتفاوض على المعاهدة. بعد عدة أشهر، في السابع والعشرين من يونيو، قدم حلف شمال الأطلسي مسودة تفويض خلال المؤتمر الذي ضم 23 دولة في فيينا. دعا التفويض إلى القضاء على التفاوت في القوة، والقدرة على شن هجوم مفاجئ، والعمليات الهجومية واسعة النطاق، وإنشاء نظام تحقق فعال. في غضون ذلك، وقِعت معاهدة الصواريخ النووية متوسطة المدى بين الولايات المتحدة والاتحاد السوفيتي في ديسمبر، مما يسمح فعليًا بالتفتيش المتبادل. خلال قمة موسكو في مايو ويونيو 1988، أكد الرئيس الأمريكي رونالد ريغان والأمين العام غورباتشوف على أهمية الاستقرار والأمن في أوروبا، ودعوا على وجه التحديد إلى تبادل البيانات والتحقق من هذه البيانات، ثم تقليص القوات. في ديسمبر 1988، أعلن غورباتشوف في الأمم المتحدة انسحابًا أحادي الجانب لما بلغ 50,000 جندي من أوروبا الشرقية، وتسريح 500,000 جندي سوفيتي.

### مفاوضات القوات المسلحة التقليدية في أوروبا
في يناير 1989، أصدر حلف شمال الأطلسي وأعضاء معاهدة وارسو تفويضًا للتفاوض بشأن القوات المسلحة التقليدية في أوروبا. حدد التفويض أهداف معاهدة القوات المسلحة التقليدية في أوروبا وأسس مبادئ التفاوض، وبدأت المفاوضات الرسمية في التاسع من مارس 1989 في فيينا. عندما التقى الرئيس الأميركي جورج بوش الأب والرئيس الفرنسي فرانسوا ميتران في مايو، أعلن بوش قبوله تخفيضات في الطائرات المقاتلة والمروحيات. اقترح تحديد سقف لعدد الأفراد المتمركزين في أوروبا من جانب الولايات المتحدة والاتحاد السوفيتي بنحو 275 ألف فرد. اعتمِد اقتراح بوش رسميًا خلال قمة حلف شمال الأطلسي في بروكسل عام 1989، ثم قُدم في فيينا.
في يوليو 1989، أسفرت الانتخابات التشريعية البولندية التي عقدت وفقًا لاتفاقية المائدة المستديرة البولندية عن تعيين أول رئيس وزراء غير شيوعي في الرابع والعشرين من أغسطس 1989، وهو ما اعتبر نهاية فعّالة للحكم الشيوعي في بولندا، ثم أعقب ذلك في نوفمبر سقوط جدار برلين في ألمانيا. في الأشهر التالية اندلعت الثورات في المجر، وتشيكوسلوفاكيا، ورومانيا، وبلغاريا، وألبانيا. اتفق بوش وغورباتشوف على تسريع وتيرة ضبط الأسلحة والمفاوضات الاقتصادية. اقترح بوش تخفيضات أكثر حدة، وتفاوض الاتحاد السوفيتي وأبرم اتفاقيات سحب القوات مع دول معاهدة وارسو. وأدى إعادة توحيد ألمانيا بعد ذلك إلى إبرام معاهدة التسوية النهائية فيما يتصل بألمانيا المرتبطة بمعاهدة القوات التقليدية في أوروبا من خلال تحديد أن بعض القيود العسكرية المفروضة على ألمانيا سوف تدخل حيز التنفيذ فور إبرام معاهدة القوات التقليدية في أوروبا.
وافقت الدول الاثنتان والعشرون المشاركة في المفاوضات على نص المعاهدة في 15 نوفمبر 1990 في فيينا.
اعتبِرت وثيقة فيينا الخاصة بإجراءات بناء الثقة والأمن، التي اعتمدت لأول مرة في عام 1990، ومعاهدة القوات التقليدية في أوروبا عنصرين متوازيين في عملية السلام من قبل منظمة الأمن والتعاون في أوروبا.

### حفل التوقيع في باريس عام 1990
وقعت اثنان وعشرون دولة على المعاهدة في باريس في 19 نوفمبر 1990، وقًسمت إلى مجموعتين:
- الدول الست عشرة الأعضاء في حلف شمال الأطلسي آنذاك: الولايات المتحدة، وكندا، والدنمارك، وفرنسا، وألمانيا، واليونان، وأيسلندا، وإيطاليا، ولوكسمبورغ، وهولندا، والنرويج، والبرتغال، وإسبانيا، وتركيا، والمملكة المتحدة، وبلجيكا.
- الدول الست الموقعة على معاهدة وارسو آنذاك: بلغاريا، وتشيكوسلوفاكيا، والمجر، وبولندا، ورومانيا، والاتحاد السوفيتي.

### الإقرار
دخلت المعاهدة حيز التنفيذ في 9 نوفمبر 1992. في عام 1991، انحل الاتحاد السوفيتي ومعاهدة وارسو وكانت تشيكوسلوفاكيا في خضم الانقسام إلى جمهورية التشيك وسلوفاكيا، وهو ما يفسر سبب إقرار المعاهدة من قبل 30 دولة بدلًا من 22 دولة:
- الدول الأعضاء الستة عشر في حلف شمال الأطلسي آنذاك.
- الجمهوريات السوفيتية السابقة الثماني التي لها أراضٍ غرب جبال الأورال. تشمل هذه الجمهوريات السوفيتية السابقة أرمينيا، وأذربيجان، وبيلاروسيا، وجورجيا، وكازاخستان، ومولدوفا، وروسيا، وأوكرانيا.
- الدول الأعضاء الستة السابقة في معاهدة وارسو: بلغاريا، وجمهورية التشيك، وسلوفاكيا، والمجر، وبولندا، ورومانيا.

### الكتل العسكرية تعيد ترتيب صفوفها في أوروبا والاتحاد السوفيتي السابق
في عام 1994، تشكلت منظمة معاهدة الأمن الجماعي وهي تشمل حاليًا أرمينيا وبيلاروسيا وكازاخستان وروسيا بالإضافة إلى قيرغيزستان وطاجيكستان، على الرغم من أن الدولتين الأخيرتين لم تنضما إلى المعاهدة، بينما علقت روسيا مشاركتها في عام 2015. في سبتمبر 2022، أدى الافتقار إلى الدعم الروسي خلال الاشتباكات الحدودية بين أرمينيا وأذربيجان إلى جدل وطني في أرمينيا، وشككت نسبة متزايدة من السكان فيما إذا كان من المفيد استمرار العضوية منظمة معاهدة الأمن الجماعي، داعين إلى إعادة تنظيم الدولة مع حلف شمال الأطلسي بدلًا من ذلك.
بالمقابل، انضمت معظم دول معاهدة وارسو السابقة غير التابعة للاتحاد السوفيتي لاحقًا إلى حلف الناتو، تبعها لاحقًا الدول البلطيقية ودول يوغوسلافيا السابقة (باستثناء صربيا، وكوسوفو، والبوسنة والهرسك)، التي لم تنضم إلى المعاهدة. بالإضافة إلى ذلك، فإن جمهوريات الاتحاد السوفيتي السابقة مثل جورجيا، ومولدوفا، وأوكرانيا، تطمح أيضًا للانضمام إلى الناتو.
على النقيض من ذلك، انضمت أغلب الدول غير السوفييتية السابقة الأعضاء في معاهدة وارسو إلى حلف شمال الأطلسي في وقت لاحق، ثم تبعتها دول البلطيق ودول يوغوسلافيا السابقة (باستثناء صربيا وكوسوفو والبوسنة والهرسك) التي لم تنضم إلى المعاهدة. وعلاوة على ذلك، طمحت جمهوريات الاتحاد السوفيتي السابقة جورجيا ومولدوفا وأوكرانيا إلى الانضمام إلى المعاهدة أيضًا.
تسعى أذربيجان بدورها إلى تحقيق التوازن بين الكتل دون الانضمام إلى أي منها.

## الاستشهادات
1. ↑  "انسحاب موسكو من معاهدة القوات المسلحة التقليدية يغير قواعد لعبة القوى العظمى". دويتشه فيله. 15 يوليو 2007. مؤرشف من الأصل في 2019-12-10. اطلع عليه بتاريخ 2019-11-13.
2. ↑  "روسيا : التعليق التام لمعاهدة القوات التقليدية في أوروبا". آر تي. 11 مارس 2015. مؤرشف من الأصل في 2015-05-06. اطلع عليه بتاريخ 2019-11-13.
3. ↑  الشرق (7 نوفمبر 2023). "واشنطن والناتو يعلقان مشاركتهما في معاهدة القوات المسلحة في أوروبا". Asharq News. مؤرشف من الأصل في 2023-11-07. اطلع عليه بتاريخ 2023-11-07.
4. ↑  "هل يطلق انسحاب روسيا من "القوات التقليدية" سباق تسلح أوروبي؟". مؤرشف من الأصل في 2023-11-08. اطلع عليه بتاريخ 2023-11-08.
5. ↑  Federation of American Scientists, "Chronology: CFE Treaty Negotiations and Implementation, 1972–1996", n.d. نسخة محفوظة 2021-03-08 على موقع واي باك مشين.
6. ↑  "German-American Relations – Treaty on the Final Settlement with Respect to Germany (Two plus four)".
7. ↑  Sharp, Jane (5 Apr 2010). Striving for Military Stability in Europe (بالإنجليزية). Routledge. p. 2. ISBN:978-1-134-32581-8. Archived from the original on 2023-05-02.
8. ↑  US Department of State, "Fact Sheet: Conventional Armed Forces in Europe (CFE) Treaty", 18 June 2002 نسخة محفوظة 2024-07-09 على موقع واي باك مشين.
9. ↑  "Opposition Groups Call For Armenia's Withdrawal From CSTO On Eve Of Yerevan Summit". Radio Free Europe/Radio Liberty. مؤرشف من الأصل في 2024-12-10.
10. ↑  "Final Document of the First Conference to Review the Operation of the Treaty on Conventional Armed Forces in Europe and the Concluding Act of the Negotiation on Personnel Strength" (PDF). OSCE. اطلع عليه بتاريخ 2023-01-21.